# Glochidion glaucops
Glochidion glaucops är en emblikaväxtart som beskrevs av Airy Shaw. Glochidion glaucops ingår i släktet Glochidion och familjen emblikaväxter.
Artens utbredningsområde är Sumatera. Inga underarter finns listade i Catalogue of Life.